# Prosopofrontina luteipes
Prosopofrontina luteipes là một loài ruồi trong họ Tachinidae.